# Chlorogomphus xanthoptera
Chlorogomphus xanthoptera is een echte libel (Anisoptera) uit de familie van de Chlorogomphidae.
De soort staat op de Rode Lijst van de IUCN als kwetsbaar, beoordelingsjaar 2010.
De wetenschappelijke naam van de soort werd in 1919 als Orogomphus xanthoptera gepubliceerd door Frederic Charles Fraser.

## Synoniemen
- Chlorogomphus brittoi